# Can Toni Joan
Can Toni Joan és una masia amb una torre protegida com a bé cultural d'interès nacional a Tordera (Maresme).

## Descripció
El BCIN és una torre de defensa situada a la masia de Can Toni Joan, molt reformada, a la riba dreta del riu Tordera, molt a prop dels termes municipals de Palafolls i Blanes.
La torre s'aixeca en tota la vall baixa de la Tordera i es veu molt de lluny. Molt semblant a la torre de Can Valldejuli (Palafolls), per la base i els arcs del matacà, probablement fou construïda al segle xvi. L'accés a l'interior es fa a través de la porta que es troba a uns metres sobre el nivell del terra. Les finestres de dovelles i llinda són probablement de la mateixa època i s'obren a llevant i ponent.
"Està situada aquesta torre, de planta circular, entre Malgrat i Palafolls i a la vora del riu Tordera. En l'actualitat, li passa a frec la via del ferrocarril de Blanes a Girona. Té escasses obertures i com a nota destacada assenyalem la corsera, així com el talús. Baldament conservi una fisonomia encara arrogant, l'escrostonament que apareix vistent a la façana denota una incúria que desitjaríem esmenada. La masia que li és contigua té alguns detalls d'interès". (Pere Català)

## Història
Aquesta torre, al bell mig de la vall baixa de Tordera, devia servir per a vigilar tota la plana fins al mar, juntament amb les torres de Can Xirau de Malgrat i la del castell de Blanes, ja que des de la costa, enmig d'un sistema muntanyós com la serralada litoral-Montnegre, les desembocadures dels rius eren un bon accés cap a l'interior per part de les incursions enemigues vingudes del mar.
"Com totes les torres veïnes datables per la darreria dels temps medievals o començaments de l'època moderna, aquesta torre mostra la tònica de guaita i, sobretot de defensa, de cara a les eventuals incursions dels pirates o corsaris. D'acord amb la corsera, suposem que la construcció fou bastida al segle xiv. No ens sorprendria massa que el talús li fos afegit amb posterioritat, quan al segle xv i sobretot al XVI sovintejaren les falconades enemigues pel litoral català" (Pere Català)